# Pheidole calens
Pheidole calens är en myrart som beskrevs av Auguste-Henri Forel 1901. Pheidole calens ingår i släktet Pheidole och familjen myror. Inga underarter finns listade i Catalogue of Life.